# 保井好
保井好（日语： Yasui Kono，1880年2月16日—1971年3月24日）是日本生物學家和細胞學家。她在1927年成為首位獲得理學博士學位的日本女性，由於她在日本女性教育方面的貢獻和學術上的重要成就，使她獲頒紫綬褒章和勳三等寶冠章。

## 早年生活與求學階段
1880年，保井生於香川縣三本松町，家裡經營船運事業。她是家中長女，下有八位弟妹。保井的雙親十分重視教育，在她升上小學高年級的時候，她的父親要她讀福澤諭吉的所著的《勸學篇》。在保井接受初等教育的這段期間，她在學業上的表現十分出色，並且已開始展現科學和數學方面的天賦。
1898年，保井從香川縣師範學校畢業，在1902年從女子高等師範學校理學系畢業，她在岐阜縣立高等女學校（今岐阜縣立岐阜高等學校）和神田高等女學校（今神田女學園中學校・高等學校）任教直到1905年，接著她開始了在女子高等師範學校的研究生涯。她是首位攻讀專業科學研究的女性，專攻動物學和植物學。1905年，保井在《動物學的科學》上發表一篇關於鯉魚的韋伯器官的論文，成為在該刊物上首位刊登論文的女性。而她對水生蕨類的研究《槐葉蘋》發表在《植物科學雜誌》（Journal of Plant Sciences）和英國《植物學年報》上，這是日本首次有女性研究者的研究被刊登在外國的刊物上。她在1907年完成女子高等師範學校的研究課程，成為該校的助理教授。

## 學術生涯
在保井要向日本文部科學省申請出國留學時，被以「女性無法在科學方面有重大成就」為由駁回，她只好在原先僅寫「科學研究」的申請書中再加上「家庭經濟學研究」，並表示自己將終身不婚，而是致力於鑽研學問，她的申請才獲得批准。她在1914年前往德國和美國，於芝加哥大學進行從事細胞生物學研究。她在1915年前往哈佛大學，於E·C·傑佛瑞門下研究煤。在1918年至1939年期間，她都在那裏教授遺傳學，1919年時也在東京女子高等師範學校擔任教授。1927年，她完成了博士學位論文《關於日本亞煤、褐煤和煙煤的結構》，成為日本首位獲得理學博士的女性。
1929年，保井創辦細胞學雜誌《Cytologia》，1924年起，她開始研究罌粟、玉米和紫露草屬的遺傳學問，在1945年，她開始了對廣島與長崎原子彈爆炸後受到核輻射影響的植物的研究。在御茶水女子大學於1949年成立時，她受任教授一職，1952年退休並成為榮譽教授。截至1957年為止，她發表了99篇科學論文。

## 學術成就
保井好在她的職業生涯中有著多項貢獻，在她的職業生涯期間（明治時代後期至昭和時代初期），日本的女性地位一直都是受到壓迫的，學術和研究方面的工作並非該時期女性的選擇。而保井是首位在國際期刊上發表學術論文的日本女性 ，她更是首位獲得理學博士學位的日本女性。不僅如此，她獲得博士學位的那所大學，在她獲得學位的二十年後才開始招收女學生。她在東京女子高等師範學校任教期間，作風十分嚴格，並不把學生視為「女生」。不過出了教室或實驗室，她對學生們都很和善。她很重視日本女性的教育，也對此貢獻良多。在第二次世界大戰之後，她致力於建立女子大學，而這個目標也在1949年御茶水女子大學改制時達成。她還把退休金捐給學校，以此設置獎學金鼓勵年輕的女性科學家從事研究。